# 本錫安·内塔尼亞胡
本錫安·内塔尼亚胡（希伯來語：‎，1910年3月25日—2012年4月30日）是一名以色列历史学家，其主要研究範圍為中世紀塞法迪猶太人歷史。其曾任康奈尔大学历史学教授及泽维·贾鲍京斯基的私人秘书本杰明·阿兹金（Benjamin Azkin）的助手，亦為希伯来百科全书的编辑。政治上他支持修正派犹太复国主义，而且在美国游说眾人支持建立犹太人国家。其長子约纳坦為以色列特種部隊軍官，於恩德培行動中戰死；次子本雅明·内塔尼亚胡現為以色列总理。

## 生平
本錫安·米利科夫斯基生于俄罗斯帝國控制下的华沙，父親是作家兼犹太复国主义活动家内森·米莱科夫斯基。内森是一位拉比，曾到访欧洲和美国，而且到處演講並支持錫安主義。 1920年，内森带着全家前往巴勒斯坦託管地后，本錫安·米利科夫斯基一家的姓氏改为希伯来语的姓氏内塔尼亚胡。起初他們在雅法、特拉维夫和采法特定居，後來全家在耶路撒冷定居。本錫安·内塔尼亚胡曾就读于大卫·耶林教育学院和耶路撒冷希伯來大學。尽管他的父亲是一名拉比，但本錫安本人是世俗主義者。他的弟弟、数学家伊利沙·内塔尼亚胡是以色列理工学院的科学院院长。本錫安的两个姑妈在納粹大屠殺期间被殺死。
1944年，本錫安·内塔尼亚胡与齐拉·西格尔（婚前名字，Tzila Segal，1912-2000年）结婚，两人是在巴勒斯坦学习期间认识的。这对夫妇育有三个儿子。